# Rezerwat przyrody Łęg nad Młynówką
Rezerwat przyrody „Łęg nad Młynówką” – rezerwat leśny położony na terenie powiatu lublinieckiego, w gminie Ciasna.
Obszar chroniony utworzony został w 2007 r. w celu zachowania ze względów naukowych, przyrodniczych i dydaktycznych biocenoz leśnych, wodnych i bagiennych w postaci naturalnego lasu łęgowego wraz z całym bogactwem gatunkowym flory i fauny. 
Rezerwat położony jest w granicach Parku Krajobrazowego Lasy nad Górną Liswartą i obszaru Natura 2000 „Łęgi w lasach nad Liswartą”. W rezerwacie znajdują się dwa pomniki przyrody – okaz jesionu wyniosłego i wiązu szypułkowego.
Rezerwat obejmuje 126,79 ha lasu położonego kilkaset metrów na południowy zachód od wsi Panoszów. Drzewostan porasta dolinę dopływu Liswarty – Potoku Jeżowskiego (zwanego też Młynówką) i sąsiaduje z położonymi nad nim stawami rybnymi. W rezerwacie występują dwa chronione leśne siedliska przyrodnicze: podgórski łęg jesionowy i łęg jesionowo-olszowy. W rezerwacie występują też płaty rzadkiego, choć nie podlegającego ochronie siedliskowej zbiorowiska leśnego – olsu porzeczkowego. Na niewielkich powierzchniach występują nieleśne siedliska hydrogeniczne: ziołorośla i zbiorowiska roślinności źródliskowej, torfowiskowej i wodnej.
Spis flory naczyniowej terenu rezerwatu obejmuje około 120 gatunków, w tym szereg gatunków chronionych: liczydło górskie, wawrzynek wilczełyko, kukułka Fuchsa i listera jajowata. Towarzyszą im rzadkie na niżu gatunki górskie, takie jak czartawa drobna i kozłek całolistny.
Rezerwat „Łęg nad Młynówką” znajduje się na gruntach w zarządzie Nadleśnictwa Lubliniec. Jego teren nie został udostępniony do zwiedzania. Rezerwat nie posiada planu ochrony; obowiązują w nim natomiast zadania ochronne, na mocy których obszar rezerwatu podlega ochronie ścisłej, oprócz jednego oddziału leśnego, który objęto ochroną czynną obejmującą koszenie inwazyjnego gatunku rdestowca.